# Claustrofilia
Se define como claustrofilia al deseo de permanecer en espacios cerrados, cerrando todo, puertas, ventanas, etcétera, siendo lo opuesto a claustrofobia.
Debe diferenciarse de la claustromanía, que se refiere a la tendencia de un individuo a encerrarse en su propia casa.
La claustrofilia es un deseo de espacio encerrado.

## Etimología
Viene del latín "claustrum" ("espacio encerrado"), y del griego "philos" ("amigo amado", a philein - "amar").
Prefieren o eligen trabajar en reductos ínfimos (túneles).
El autor y científico Isaac Asimov tenía una claustrofilia, muy divulgada.
Es más conocida su forma contraria, el antónimo claustrofobia.
Román Gubern, en un estudio sobre la sociedad informatizada de los países desarrollados señala “la existencia de una tendencia hacia la claustrofilia en las formas de relación psicosocial y cultural, como opuesta a la agorafilia”.
Las nuevas formas de sociabilidad manifestarían así “una preferencia por la reclusión hogareña, por el espacio cerrado de la casa en detrimento de la extraversión y de la exploración del espacio abierto de la calle, la plaza, la fábrica, el club;...las tecnologías de la comunicación se han orientado a privilegiar como modalidad de recepción: la individual, la privada y la domiciliaria”. (Gubern, 2000:155)
La agorafilia implica un sujeto activo que participa en grupos, en su comunidad, que explora la extraversión de los espacios abiertos y públicos.
Mientras que la claustrofilia implica un sujeto pasivo más mediático que se implica en espacios privados.